# Jenny Pohlner
Jenny Pohlner (22. Dezember 1868 in Brünn; † 22. Dezember 1952 in Wien) war eine österreichische Hofopernsängerin und spätere Gesangspädagogin.

## Leben und Werk

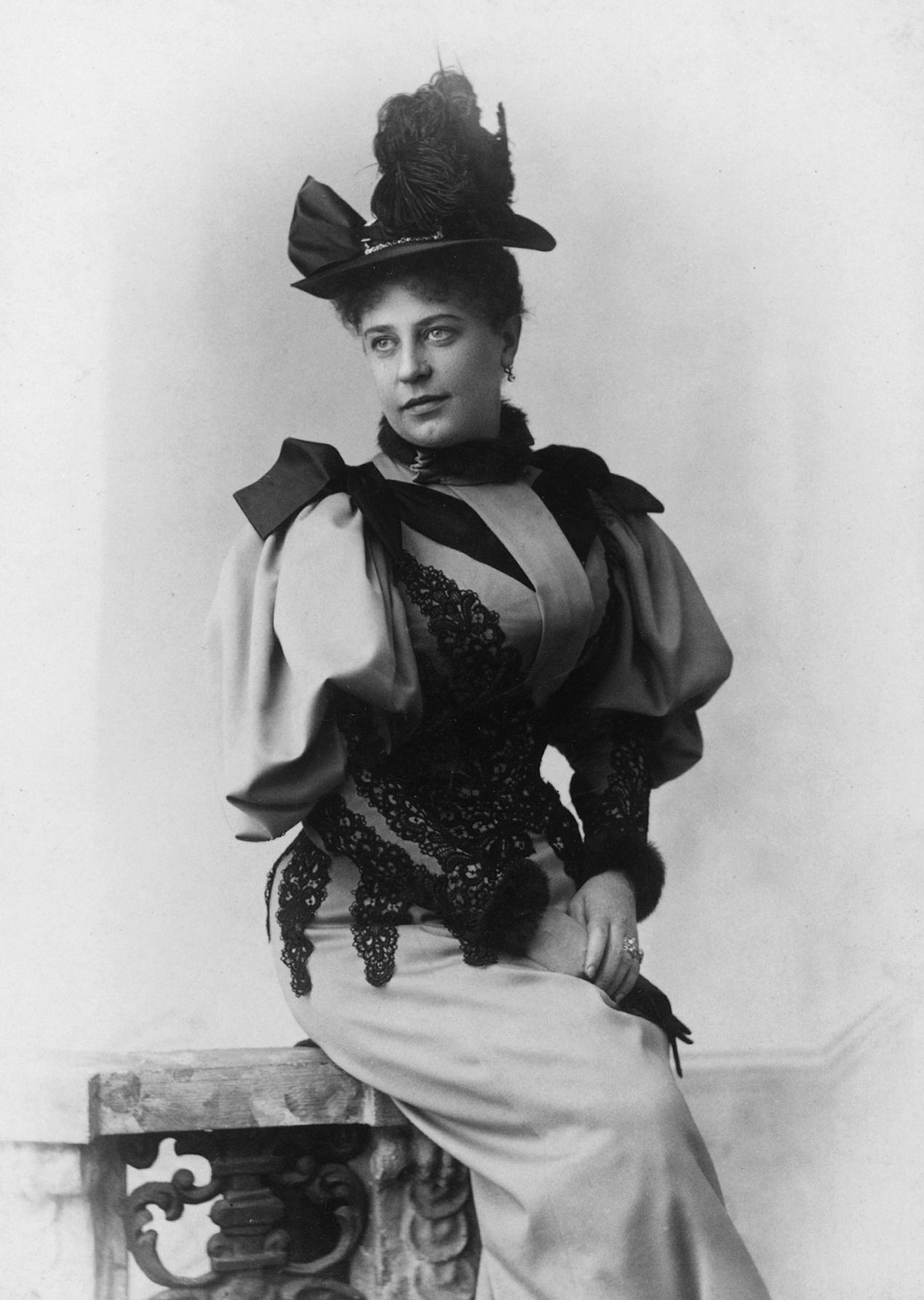
Jenny Pohlner um 1895

Jenny Pohlner stand bereits als Kind auf der Bühne. Sie studierte Gesang in ihrer Heimatstadt, in der sie auch debütierte. Anfangs wurde sie in der Stimmlage Sopran eingesetzt, zunächst als Soubrette in Operetten, später auch in Mozart-Opern. So sang sie beispielsweise den Cherubino in Figaros Hochzeit oder die Zerline im Don Giovanni. 1893 gastierte sie am Berliner Operettentheater unter den Linden, der späteren Komischen Oper. In der Folge wurde sie an das Theater an der Wien engagiert, wo sie sich in Operetten von Johann Strauß, Carl Millöcker und Franz von Suppè bewährte. 1894 wirkte sie in der Uraufführung der Operette Jabuka von Johann Strauß Sohn mit. 
1897 errang sie als Verkaufte Braut in der Smetana-Oper einen großen Erfolg und wurde sogleich an die k. k. Hofoper verpflichtet, die damals von Gustav Mahler geleitet wurde. Sie debütierte in einer Hosenrolle, als Jemmy, Sohn des Tell, in Rossinis Wilhelm Tell, blieb bis 1918 im Haus am Ring engagiert und war dort in großen, mittleren und kleineren Rollen besetzt – quer durchs gesamte Repertoire, sowohl in tragischen wie in komischen Partien, auch als Mezzosopran. Das Vorstellungsverzeichnis der heutigen Staatsoper verzeichnet mehr als siebzig in Rollen in 58 Opern – 109-mal die Frasquita in Carmen, 101-mal die Mutter von Cio-Cio-San in Madame Butterfly, 80-mal die Jungfer Marianne Leitmetzerin im Rosenkavalier, 64-mal die Wellgunde im Rheingold, 53-mal die Inès im Troubadour, 52-mal die Zweite Dame in der Zauberflöte, 48-mal die Antonia in Tiefland, 46-mal die Rosalinde in der Fledermaus, 43-mal die Flora Bervoix in La traviata, 40-mal das Taumännchen in Hänsel und Gretel, 39-mal die Gräfin Ceprano im Rigoletto, 33-mal die Musetta in La Bohème und ebenso oft den jungen Hirten im Tannhäuser. 
Sie war mit dem Dermatologen Siegfried Grosz (1869–1922) verheiratet, der sich 1907 habilitierte. Später war sie als Gesangspädagogin in Wien tätig. Jenny Pohlner wurde – an der Seite ihres Ehemannes – auf dem Friedhof Döbling bestattet.